# Eumecichthys fiski
Eumecichthys fiski är en fiskart som först beskrevs av Günther, 1890.  Eumecichthys fiski ingår i släktet Eumecichthys och familjen Lophotidae. Inga underarter finns listade i Catalogue of Life.